# Афанас'єв Володимир Геннадійович
Володи́мир Генна́дійович Афана́с'єв (1999—2022) — старший лейтенант ЗСУ, 46 ОШБ «Донбас», учасник російсько-української війни.

## Життєпис
Народився 20 листопада 1999 року у місті Полтава. Проживав в с. Абазівка Полтавської області.
З 2006 по 2017 роки навчався в Абазівській ЗОШ. Під час навчання у школі брав активну участь у всіх шкільних заходах.
У червні 2021 року закінчив Академію зі званням «Лейтенант». Був призначений на посаду «Офіцер-інструктор відділення підготовки» військової частини в м. Харків. Після відпустки, відразу був направлений на позицію, на першу лінію оборони с. Новомихайлівка, Донецької області, де був призначений на посаду командира взводу окремого штурмового батальйону «Донбас».
12 березня 2022 року під час виконання бойового завдання в селищі Степне Донецької області разом з турецьким військовослужбовцем загинув від вогню танку противника.. Похований на «Алеї слави» у селі Затурине.
Отримав звання — «Старший лейтенант» та був нагороджений відзнакою — Кавалер ордена «За мужність» III ступеню (посмертно).
20 листопада 2024 на фасаді Абазівської ЗОШ відкрили меморіальну дошку.